# Stazione di Suhl
La stazione di Suhl è una stazione ferroviaria posta sulla linea Neudietendorf-Ritschenhausen, e punto d'origine della linea per Schleusingen («Friedbergbahn»). Serve la città di Suhl.